# تالتوبیوس ۳۵۶۴

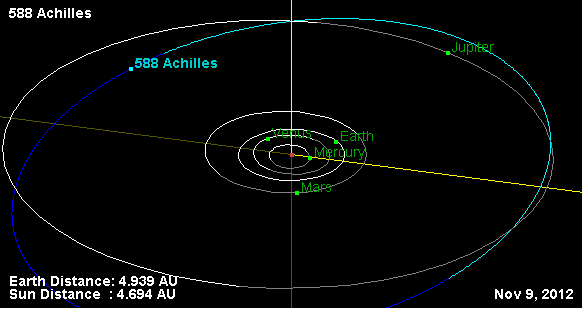
نمایی از محل قرارگیری سیارک تالتوبیوس ۳۵۶۴ در مدار – ۲۰۱۲

سیارک ۳۵۶۴ (به انگلیسی: 3564 Talthybius، نامگذاری:1985TC1) سه هزار و پانصد و شصت و چهارمین سیارک کشف شده‌است که در ۱۵ اکتبر ۱۹۸۵ کشف شد.
قدر مطلق سیارک برابر ۹٫۰۰ است.